# Шартикей
Шартикей (рос. Шартыкей) — село Джидинського району, Бурятії Росії. Входить до складу Сільського поселення Нижньоторейське.
Населення — 234 особи (2015 рік).